# Grupo Fleury
Die Grupo Fleury SA ist ein börsennotiertes brasilianisches Unternehmen mit Sitz in São Paulo, das im Gesundheitswesen tätig ist und u. a. medizinische Labordienstleistungen erbringt. Die Aktivität des Unternehmens ist in drei Geschäftsbereiche unterteilt: Patient Service Center (PSC), B2B und Dental Diagnosis. Die PSC-Abteilung bietet private medizinische Diagnostik an und die B2B-Abteilung ist verantwortlich für die klinische Analyse und diagnostische Bildgebung in Partnerkrankenhäusern sowie für Tests für Labors, Krankenhäuser und Kliniken in ganz Brasilien. Die Abteilung für Zahndiagnose bietet zahndiagnostische Bildgebung über Papaiz Associados Diagnosticos por Imagem SA, ein Joint Venture mit Odontoprev SA. Das Unternehmen ist unter verschiedenen Marken tätig, darunter Fleury Medicina e Saúde, Clinica Felippe Mattoso, Weinmann Serdil, Medicina Diagnostica, Instituto de Radiologia, Diagnoson, Diagmax, Inlab, LAFE, Inlab, Papaiz, SantéCorp.

## Geschichte
Das Unternehmen wurde 1926 von Gastão Fleury da Silveira als kleines Labor für klinische Analysen in São Paulo gegründet. Im Jahre 1936 beginnen die ersten technisch-wissenschaftlichen Kooperationen zwischen Fleury und den besten Universitäten des Landes. 1951 war Fleury das erste Labor in Brasilien, das über einen Spezialisten in jedem Bereich der klinischen Pathologie verfügte.  1962 wird die Fleury Paraso Unit eingeweiht. 1982 war Fleury Pionier bei der Implementierung eines EDV-Systems für den Kundenservice. 1983 wurden erste diagnostische Zentrumsprüfungen angeboten. 1998 war Fleury das erste Unternehmen der Welt, das Testergebnisse im Internet bereitstellt. 2002 erfolgte der Zugang zu bildgebenden Prüfungen über das Internet. 2007 erhält Fleury das Akkreditierungssiegel des College of American Pathologists.
2009 werden die Aktien des Unternehmens an der BM&FBOVESPA im Segment Novo Mercado notiert. 2010 werden die Firmen Clinica Felippe Mattoso und Weinmann erworben. 2011 erfolgte die Übernahme der Labs D’Or, 2012 die Übernahme der Papaiz Group in Partnerschaft mit Odontoprev. In 10 Jahren gab es 27 Akquisitionen.
2018 wird die Fleury Group Teil des Bovespa-Index Index. Erwerb von 100 % des Grundkapitals des Instituto de Radiology de Natal Ltda und Erwerb der Santécorp Holding Ltda.
2020 wird Fleury Teil des Dow Jones Sustainability Index.